# 1999年金馬國際影展
1999年金馬國際影展是在1999年11月27日至12月17日，臺灣的台北舉辦。

## 簡介
焦點影人如下：
- 黑澤清
- 吉姆·賈木許

## 外部連結
- 金馬國際影展（页面存档备份，存于）